# Noel Gallagher
Noel Thomas David Gallagher (n. 29 mai 1967, Manchester, Marea Britanie) este un muzician britanic, cunoscut cel mai bine ca principalul compozitor, chitarist și vocalist ocazional al trupei britanice de muzică rock, Oasis. Crescut alături de fratele său Liam Gallagher în Burnage, Manchester, Noel a început să învețe de unul singur să cânte la chitară la treisprezece ani, în timpul perioadei de stagiu. După o serie de meserii ciudate în construcții, în 1988 Gallagher s-a alăturat trupei locale din Manchester Inspiral Carpets ca un începător. În 1991, a devenit membru al formației fratelui său Liam, numită The Rain (numele i-a fost schimbat ulterior în Oasis), afirmându-și rapid dominația în trupă.
Timp de câțiva ani, cu succesul timpuriu al Oasis în urma albumului debutant din 1994, "Definitely Maybe", Gallagher s-a afirmat și el în mijlocul mișcării Britpop, în cadrul căreia Oasis s-a bucurat de multe critici și succes comercial. Acest stadiu al carierei trupei s-a rezumat prin lansarea celui de-al doilea album, "(What's the Story)Morning Glory?" și rivalitatea față de altă trupă Britpop numită Blur. Până la decăderea Britpopului, Oasis a mai lansat șase noi albume.

## Discografie
- The Dreams We Have as Children - Live at the Royal Albert Hall (15 martie 2009)
- Noel Gallagher's High Flying Birds (17 octombrie 2011)

1. ↑   https://www.scotsman.com/arts-and-culture/music/who-is-sara-macdonald-the-scottish-ex-wife-of-oasis-star-noel-gallagher-4757652 Lipsește sau este vid: |title= (ajutor)
2. ↑  Autoritatea BnF, accesat în 10 octombrie 2015
3. 1 2  Montreux Jazz Festival Database[*] Verificați valoarea |titlelink= (ajutor);